# Chionea pusilla
Chionea pusilla är en tvåvingeart som beskrevs av Evgenyi Nikolayevich Savchenko 1983. Chionea pusilla ingår i släktet Chionea och familjen småharkrankar. Inga underarter finns listade i Catalogue of Life.